# Фудбалски савез Светог Мартина (Француска)
Фудбалски савез Светог Мартина (Француска) (фр. Comité de Football de Saint-Martin (CFSM)) је званично управно тело фудбалске организације Француске половине острва Светог Мартина и острва Сен Бартелеми, иако Сен Бартелеми сада има свој комитет за фудбал (Comité de Football de Saint Barthélemy).
Савез је основан 1986. године и тело је које регулише све фудбалске активности на француској страни острва Светог Мартина. Одговоран је за реализацију фудбалског првенства Светог Мартина и активност репрезентација које их представљају на међународним турнирима.
Одбор се придружио КОНКАКАФ 2002. године, али они још увијек нису чланови ФИФАе, па се њихови представници не могу такмичити на организованим турнирима попут Светског првенства, иако могу играти на регионалним такмичењима која се организују у Северној Америци, Централној Америци и на Карибима. Члан је Карипске фудбалске уније од њеног оснивања.

## Достигнућа
- Светско првенство у фудбалу

Учешћа: Нема
- КОНКАКАФ златни куп

Учешћа: Нема